# Національний центр з питань євроатлантичної інтеграції України
Націона́льний це́нтр з пита́нь євроатланти́чної інтегра́ції Украї́ни — консультативно-дорадчий (починаючи 2006 роком — дорадчий) орган при Президентові України з 2003 до 2010 року, метою якого було забезпечення послідовної реалізації курсу України на євроатлантичну інтеграцію, а також для підготовка пропозицій щодо координації роботи органів виконавчої влади у цій сфері.

## Створення центру у 2003 році
11 січня 2003 року Президент України Леонід Кучма своїм Указом розпорядився скасувати Державну міжвідомчу комісію з питань співробітництва України з НАТО, яка функціонувала з квітня 1997 року і створити Національний центр з питань євроатлантичної інтеграції України як консультативно-дорадчий орган при Президентові. 12 лютого того ж року було затверджене положення Положення про Національний центр та його персональний склад. Згідно з Указом Президента головою Національного центру призначався помічник Президента України з питань національної безпеки Володимир Павлович Горбулін.
До складу Центру також входили заступник Секретаря Ради національної безпеки і оборони України, директор Національного інституту проблем міжнародної безпеки, начальник управління євроатлантичного співробітництва Генерального штабу Збройних Сил України, перший заступник Міністра юстиції України, перший заступник з питань оборонно-промислового комплексу та машинобудування Міністра промислової політики України, голова Комітету Верховної Ради України з питань національної безпеки і оборони, заступник Міністра фінансів України, заступник Голови Державного комітету телебачення і радіомовлення України, перший заступник Міністра економіки та з питань європейської інтеграції України, перший заступник, директор Департаменту розвідки Служби безпеки України, Голова Комітету Верховної Ради України у закордонних справах, заступник Міністра закордонних справ України, заступник Міністра оборони України з питань міжнародного співробітництва, перший заступник Міністра України з питань надзвичайних ситуацій та у справах захисту населення від наслідків Чорнобильської катастрофи і керівник апарату-секретар.
Положенням визначено, що Національний центр є консультативно-дорадчим органом при Президентові України. На голову Національного центру з питань євроатлантичної інтеграції покладалося спрямування, координація діяльності національних координаторів співробітництва України з Організацією Північноатлантичного договору та контроль за виконанням покладених на них функцій.
Основними завданнями Національного центру були:
- Підготовка пропозицій у сфері стратегічного планування та проведення єдиної державної політики з євроатлантичної інтеграції, опрацювання проектів програм щодо поглиблення євроатлантичного вектора цієї політики та організація їх виконання;
- Внесення Президентові України пропозицій щодо координації здійснення органами виконавчої влади заходів з удосконалення державного управління та механізму державного регулювання процесу євроатлантичної інтеграції, а також щодо підвищення ефективності контролю за діяльністю органів виконавчої влади у цій сфері;
- Забезпечення постійного моніторингу в сфері створення передумов для набуття Україною членства в Північноатлантичному альянсі та підготовка відповідних пропозицій Президентові України;
- Підготовка пропозицій щодо визначення пріоритетів, черговості та обсягів фінансування основних напрямів розвитку співробітництва з євроатлантичними структурами;
- Аналіз законодавства з питань, що належать до його компетенції, і практики застосування цього законодавства та підготовка пропозицій щодо його удосконалення;
- Організація розроблення проектів нормативно-правових актів з питань розвитку євроатлантичного співробітництва, аналіз виконання законодавства із зазначених питань.

## Діяльність Національного центру у 2005–2010 роках
Після Помаранчевої революції і приходу до влади в Україні демократичних сил виникла потреба в активізації євроатлантичної інтеграції. 25 листопада 2005 року Рада національної безпеки і оборони України ухвалила рішення «Про невідкладні заходи щодо дальшого розвитку відносин України з Організацією Північноатлантичного договору», згідно з яким одним з пріоритетів національної політики було визнано забезпечення реалізації державної політики щодо співробітництва України з НАТО, в тому числі досягнення критеріїв членства України в НАТО. На виконання цього рішення Указом Президента Віктора Ющенко від 28 лютого 2006 року введене в дію нове Положення про Національний центр з питань євроатлантичної інтеграції України.
Згідно з Указом Президента, основними завданнями Національного центру з питань євроатлантичної інтеграції України стали:
- Здійснення стратегічного планування та проведення єдиної державної політики у сфері інтеграції України до НАТО;
- Розроблення системного підходу до поглиблення співпраці України з НАТО в політичній, оборонній, економічній, правовій, інформаційній, науковій та інших сферах і підготовки проектів програмних документів стосовно дальшої інтеграції України до НАТО;
- Подальше вдосконалення національної системи координації співробітництва України з НАТО та підвищення ефективності контролю заходів державних органів, здійснюваних ними у сфері євроатлантичної інтеграції;
- Вдосконалення нормативно-правового регулювання євроатлантичних процесів.

Метою діяльності Центру ставала підготовка до підписання і реалізації Плану дій щодо членства України в НАТО.

## Ліквідація центру у 2010 році
З приходом до влади в Україні Віктора Януковича зовнішня політика України істотно змінилася. 2 квітня 2010 року Янукович Указом № 495/2010 ліквідував Національний центр з питань євроатлантичної інтеграції і звільнив В. Горбуліна з посади його голови.
1 липня 2010 року Верховною Радою України був прийнятий Закон України «Про засади внутрішньої та зовнішньої політики», який закріпив так званий «позаблоковий» статус як основу зовнішньої політики, заклав основи для фактичної зміни зовнішньополітичного курсу держави. Головним змістом змін у зовнішній політиці України стала відмова від євроатлантичної інтеграції.